# Germaine (Marne)
Pour les articles homonymes, voir Germaine.
Germaine est une commune française située dans le département de la Marne, en région Grand Est.

## Géographie

### Localisation
Germaine est située dans la montagne de Reims, dans la Marne en Champagne-Ardenne. La commune fait partie du parc naturel régional de la Montagne de Reims. Les principales villes à proximité sont Épernay (10 km) et Reims (16 km).
Outre le village de Germaine, la commune comprend les hameaux des Haies et Vaurémont, ainsi que les lieux-dits de la Briqueterie, Château Quentin, la Ferme des Bœufs et la Fosse Pion.
| Sermiers     | Villers-Allerand | Rilly-la-Montagne |
| Saint-Imoges | Germaine         | Ville-en-Selve    |
| Ay           | Avenay-Val-d'Or  | Fontaine-sur-Ay   |

### Relief et hydrographie

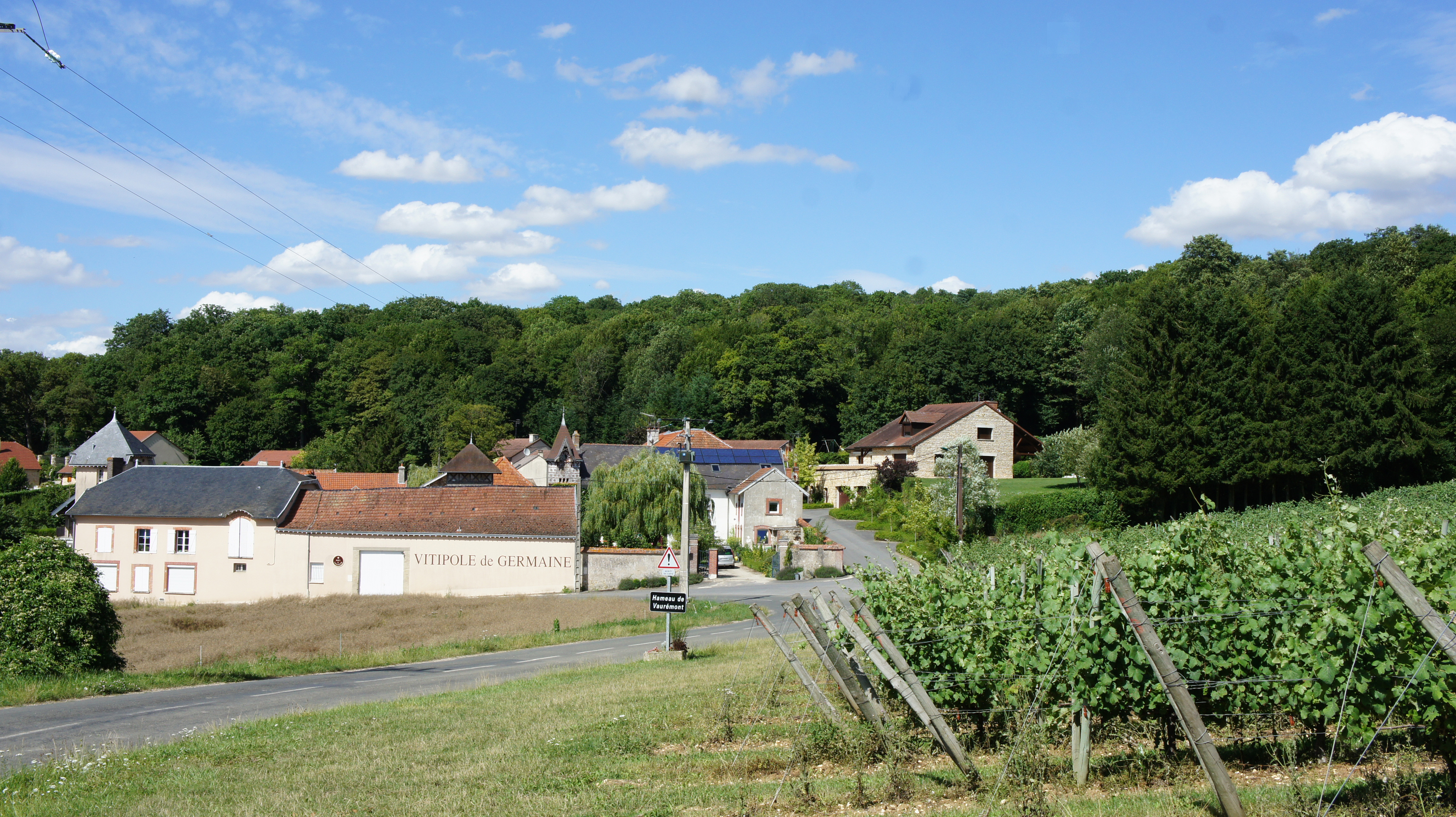
Vaurémont et les vignes.

Le territoire de la commune est divisé en deux par la vallée formée par le ruisseau la Germaine, qui s'écoule vers le sud pour rejoindre la Livre à Fontaine-sur-Aÿ. Le village de Germaine se trouve à l'ouest de cette vallée, en face du hameau de Vaurémont, à l'est. Les coteaux en dessous de Vaurémont sont en partie plantés de vignes du vignoble champenois. Le hameau des Haies, au nord, est situé dans cette vallée.
À l'est comme à l'ouest de la vallée de la Germaine, l'altitude atteint plus de 270 m. L'altitude la plus faible se rencontre sur cette rivière, au finage avec Avenay-Val-d'Or et Fontaine-sur-Aÿ (123 m). La mairie se situe à environ 220 m d'altitude, Vaurémont à 190 m et Les Haies à 175 m. Au sud-ouest de la commune s'écoule la Lingonne, elle forme également un vallon dans la Montagne de Reims (« le Gouffre »).

### Hydrographie
La commune est traversée par la ligne de partage des eaux entre les régions hydrographiques « la Seine de sa source au confluent de l'Oise (exclu) » et « la Seine du confluent de l'Oise (inclus) à l'embouchure » au sein du bassin Seine-Normandie. Elle est drainée par la Germaine, le Fossé 01 des Plantels, le Fossé 01 des Batis de Chigny, le Fossé 01 des Sablonnières, le Fossé 01 du Bois du Gouffre et le Fossé 02 du Chatelet,.
La Germaine, d'une longueur de 10 km, prend sa source dans la commune de Rilly-la-Montagne et se jette  dans la Livre à Fontaine-sur-Ay, après avoir traversé cinq communes.

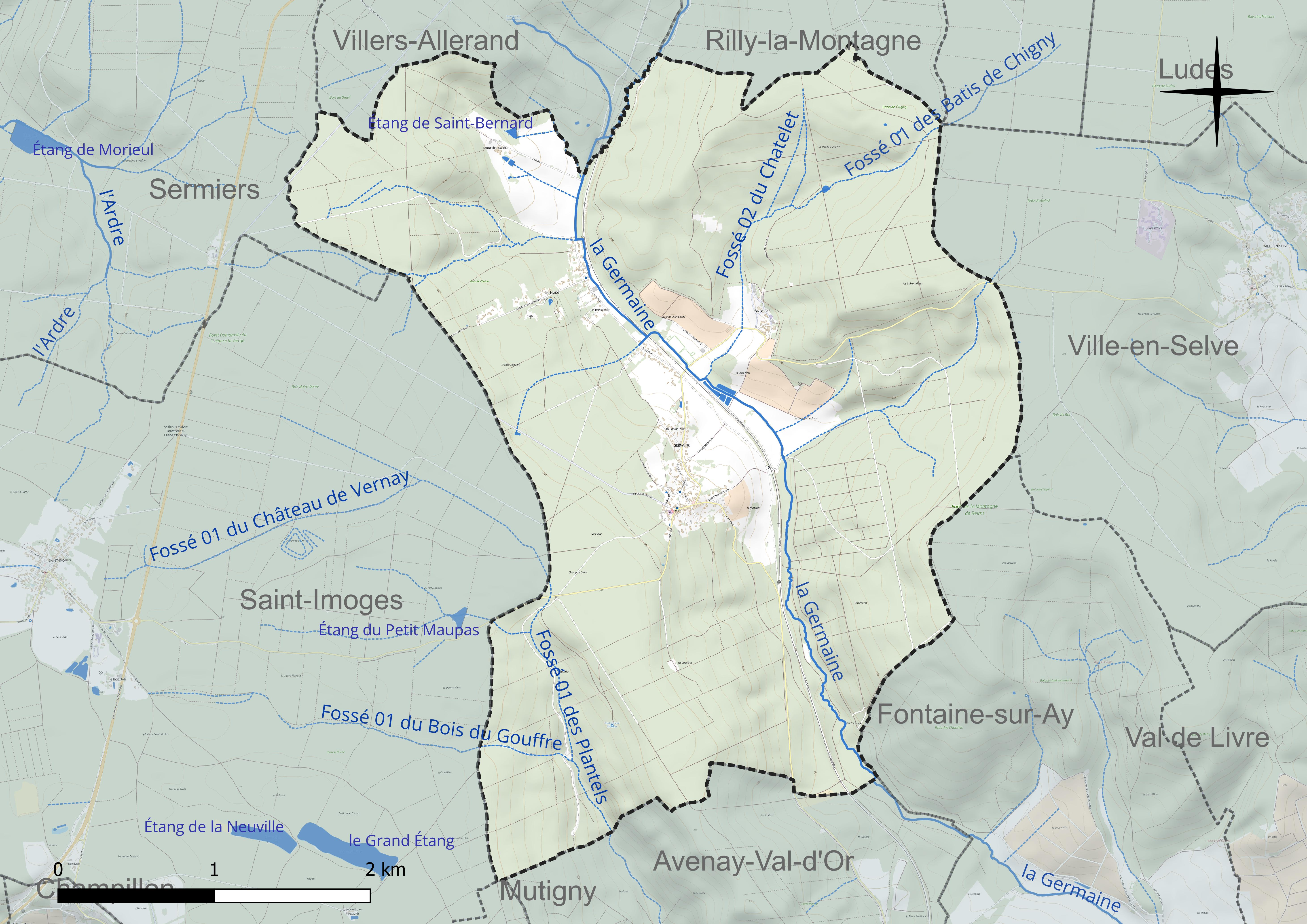
Réseau hydrographique de Germaine.

Un plan d'eau complète le réseau hydrographique : l'étang de Saint-Bernard (0,3 ha),.

### Climat
Pour des articles plus généraux, voir Climat du Grand Est et Climat de la Marne.
En 2010, le climat de la commune est de type climat océanique dégradé des plaines du Centre et du Nord, selon une étude du Centre national de la recherche scientifique s'appuyant sur une série de données couvrant la période 1971-2000. En 2020, Météo-France publie une typologie des climats de la France métropolitaine dans laquelle la commune est exposée à un climat océanique altéré et est dans la région climatique Nord-est du bassin Parisien, caractérisée par un ensoleillement médiocre, une pluviométrie moyenne régulièrement répartie au cours de l’année et un hiver froid (3 °C).
Pour la période 1971-2000, la température annuelle moyenne est de 10,5 °C, avec une amplitude thermique annuelle de 16,4 °C. Le cumul annuel moyen de précipitations est de 772 mm, avec 12,2 jours de précipitations en janvier et 8,1 jours en juillet. Pour la période 1991-2020, la température moyenne annuelle observée sur la station météorologique de Météo-France la plus proche, « Mailly-civc », sur la commune de Mailly-Champagne à 8 km à vol d'oiseau, est de 11,2 °C et le cumul annuel moyen de précipitations est de 755,5 mm. 
La température maximale relevée sur cette station est de 39,8 °C, atteinte le 25 juillet 2019 ; la température minimale est de −20 °C, atteinte le 16 janvier 1985,,.
Les paramètres climatiques de la commune ont été estimés pour le milieu du siècle (2041-2070) selon différents scénarios d'émission de gaz à effet de serre à partir des nouvelles projections climatiques de référence DRIAS-2020. Ils sont consultables sur un site dédié publié par Météo-France en novembre 2022.

## Urbanisme

### Typologie
Au 1er janvier 2024, Germaine est catégorisée commune rurale à habitat dispersé, selon la nouvelle grille communale de densité à sept niveaux définie par l'Insee en 2022.
Elle est située hors unité urbaine. Par ailleurs la commune fait partie de l'aire d'attraction de Reims, dont elle est une commune de la couronne,. Cette aire, qui regroupe 294 communes, est catégorisée dans les aires de 200 000 à moins de 700 000 habitants,.

### Occupation des sols
L'occupation des sols de la commune, telle qu'elle ressort de la base de données européenne d’occupation biophysique des sols Corine Land Cover (CLC), est marquée par l'importance des forêts et milieux semi-naturels (88,4 % en 2018), une proportion sensiblement équivalente à celle de 1990 (88,5 %). La répartition détaillée en 2018 est la suivante : forêts (81,6 %), terres arables (9,7 %), milieux à végétation arbustive et/ou herbacée (6,8 %), zones urbanisées (1,9 %). L'évolution de l’occupation des sols de la commune et de ses infrastructures peut être observée sur les différentes représentations cartographiques du territoire : la carte de Cassini (XVIIIe siècle), la carte d'état-major (1820-1866) et les cartes ou photos aériennes de l'IGN pour la période actuelle (1950 à aujourd'hui).

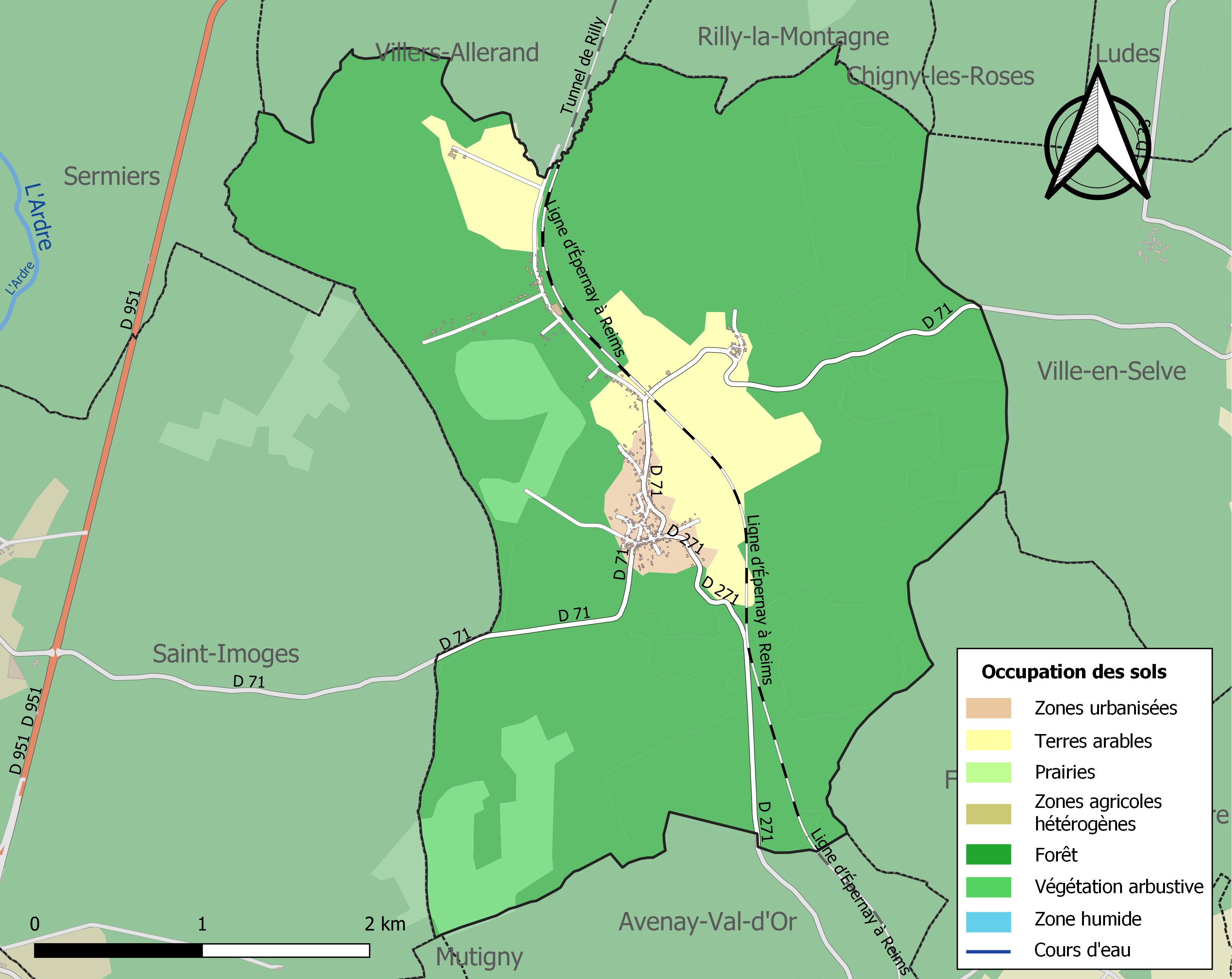
Carte des infrastructures et de l'occupation des sols de la commune en 2018 (CLC).

### Logement
En 2017, l'Insee recense 234 logements à Germaine. Ces logements sont à 91,9 % des maisons et à 8,1 % des appartements. En conséquence, 85,4 % des résidences principales comptent au moins 4 pièces et 68,9 % en comptent 5 ou plus.
Parmi les logements recensés dans la commune, 88 % sont des résidences principales, 4,3 % des résidences secondaires et 7,7 % des logements vacants. Plus de quatre ménages sur cinq sont propriétaires de leur logement (82,5 %), un chiffre supérieur à la moyenne départementale (51,2 %) et à la moyenne intercommunale (71 %).
Le tableau ci-dessous présente une comparaison de quelques indicateurs chiffrés du logement pour Germaine, la communauté de communes de la Grande Vallée de la Marne (CCGVM) et le département de la Marne :
|                                        | Germaine | CCGVM | Marne   |
| -------------------------------------- | -------- | ----- | ------- |
| Ensemble des logements                 | 234      | 7 459 | 294 041 |
| Part des résidences principales (en %) | 88,0     | 88,2  | 88,4    |
| Part des résidences secondaires (en %) | 4,3      | 2,8   | 2,7     |
| Part des logements vacants (en %)      | 7,7      | 8,9   | 8,9     |

Parmi les 202 résidences principales construites avant 2015, 29,7 % avaient été construites avant 1945, 13,4 % entre 1946 et 1970, 26,7 % entre 1971 et 1990, 22,8 % entre 1991 et 2005 et 7,4 % depuis 2006. Ces chiffres sont à mettre à parallèle avec l'importante augmentation de la population observée entre les années 1970 (302 habitants en 1975) et le milieu des années 2000 (541 habitants en 2007).
Le tableau ci-dessous présente l'évolution du nombre de logements sur le territoire de la commune, par catégorie, depuis 1968 :
|                        | 1968 | 1975 | 1982 | 1990 | 1999 | 2007 | 2012 | 2017 |
| ---------------------- | ---- | ---- | ---- | ---- | ---- | ---- | ---- | ---- |
| Résidences principales | 95   | 96   | 113  | 132  | 164  | 199  | 203  | 206  |
| Résidences secondaires | 33   | 38   | 22   | 17   | 18   | 9    | 9    | 10   |
| Logements vacants      | 9    | 11   | 21   | 10   | 2    | 2    | 15   | 18   |
| Total                  | 137  | 145  | 156  | 159  | 184  | 210  | 227  | 234  |

### Voies de communication et transports

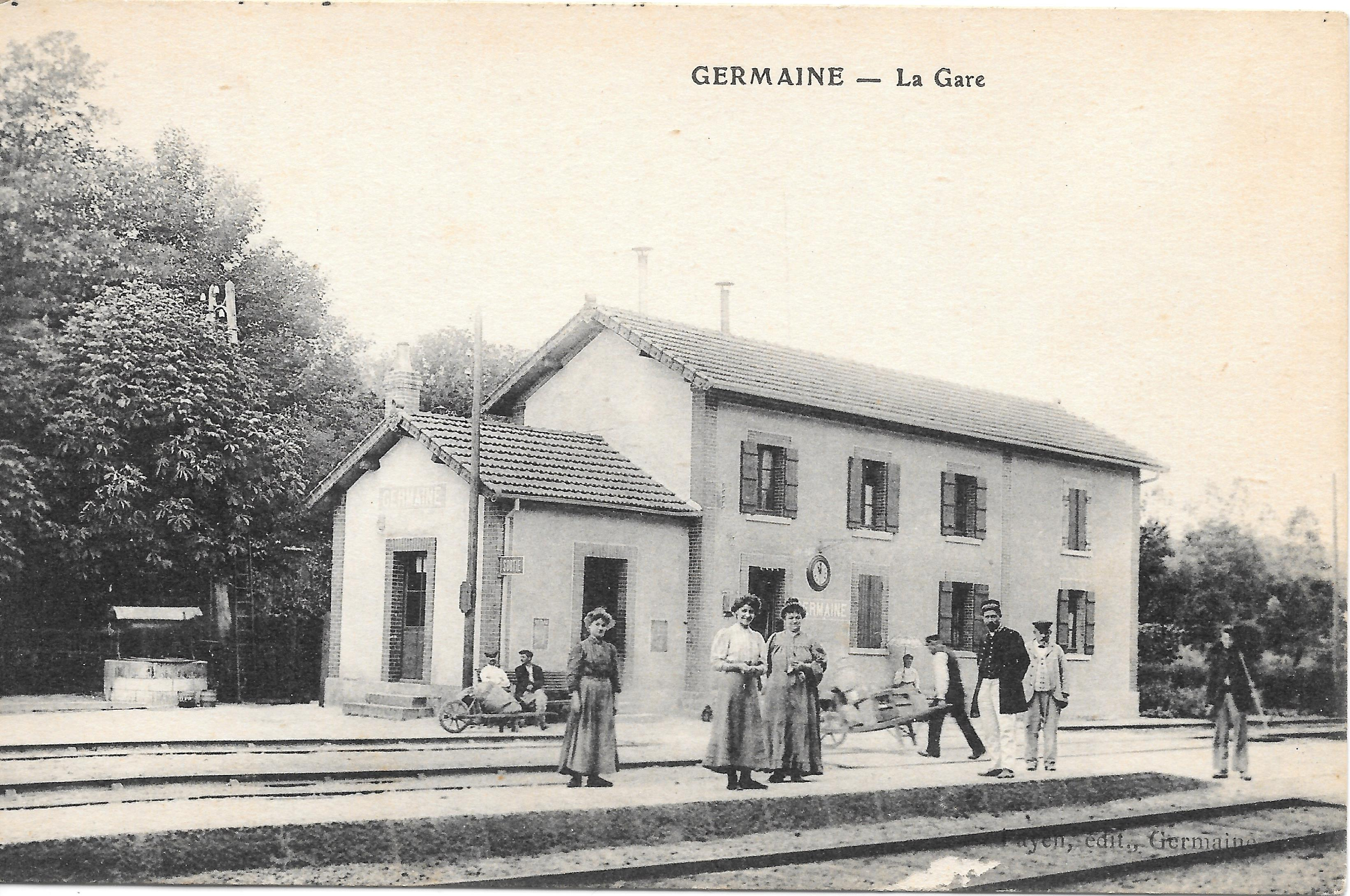
Carte postale de la gare vers 1910.

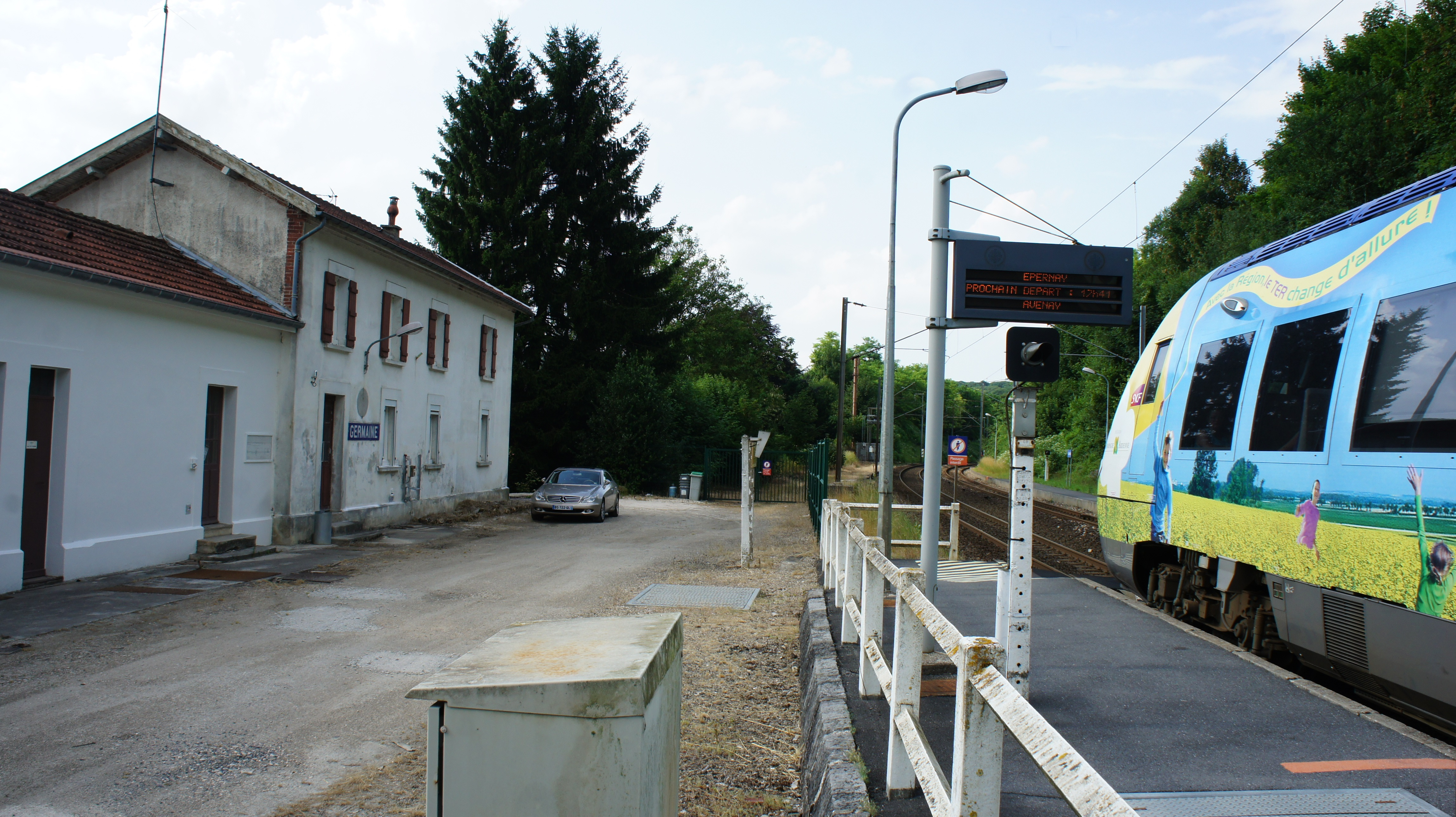
La gare de Germaine.

Deux routes principales permettent d'accéder à Germaine : la route départementale 71 (depuis Ville-en-Selve ou depuis Saint-Imoges et la RD951) et la route départementale 271 (en provenance d'Avenay).
Deux chemins de grande randonnée passent par la commune : le GR de Pays de l'Ardre, qui débute à Germaine, et le GR 141 sur l'ancienne voie romaine.
Du point de vue ferroviaire, la gare de Germaine est desservie par la ligne TER Épernay-Reims, elle se trouve au hameau des Haies.

### Risques naturels et technologiques
Le territoire de Germaine est vulnérable à différents risques naturels et technologiques. La commune est dans l'obligation d'élaborer et publier un document d'information communal sur les risques majeurs ainsi qu'un plan communal de sauvegarde.
Germaine est touchée par les risques de mouvements de terrain : 18 glissements de terrain y ont été recensés par le Bureau de recherches géologiques et minières. La commune est comprise dans le périmètre du plan de prévention des risques « glissement de terrain de la Côte d'Ile-de-France - secteur de la vallée de la Marne des tranches 1 et 2 » approuvé en 2014. La montagne de Reims est en effet considérée comme un « secteur propice aux glissements de terrain ». Germaine a fait l'objet de plusieurs arrêtés reconnaissant l'état de catastrophe naturelle pour des inondations et coulées de boue parfois accompagnées de mouvements de terrain (en 1983, 1997, 1999 et 2007).
La commune est affectée par le phénomène de retrait-gonflement des argiles (risque moyen). Le risque sismique est très faible sur son territoire. De même, le potentiel radon de la commune est faible. On compte par ailleurs trois cavités souterraines sur son territoire.
Germaine ne compte pas d'installations industrielles présentant un risque particulier. Elle est cependant concernée par le transport de marchandises dangereuses en raison de la présence sur son territoire de la voie ferrée entre Épernay et Reims,.

## Toponymie
Le nom de la localité est attesté sous les formes Germanium (1086) , Germania (1121).
Trace toponymique d'immigration : les Germains sont représentés par cet ancien alleu, de Germani et -a (villa), « ( ferme ) des Germains ».
Le territoire de la commune est divisé en deux par la vallée formée par le ruisseau La Germaine, affluent de la Livre.

## Histoire
Le village de Germaine est implanté à l'est de la voie romaine appelée « le Cheminet » reliant Reims au Mont Aimé et passant par Mareuil.
À la sortie du village, à gauche du chemin du Cadran, on devine les traces des douves de l'ancienne enceinte médiévale. Le château de Germaine était un manoir dépendant de la châtellenie de Mareuil et relevant des Comtes de Champagne. Ce château est décrit ainsi en 1783 par l'abbé Hillet « Germaine avait un fort château, il y a 300 ou 400 ans, et dont on voit encore les débris. Il reste encore deux fortes tours qu'on laisse tomber ruines ».
Germaine est décorée de la Croix de guerre 1914-1918 le 22 août 1921.

## Politique et administration

### Rattachements administratifs et électoraux
Du point de vue administratif, la commune est rattachée à l'arrondissement d'Épernay, dans le département de la Marne en région Grand Est. Jusqu'en 2006, elle appartenait à l'arrondissement de Reims.
Sur le plan électoral, Germaine fait partie du canton d'Épernay-1 (pour les élections départementales) et de la troisième circonscription de la Marne (pour les élections législatives). Avant le redécoupage cantonal de 2014, elle faisait partie du canton d'Ay.

### Intercommunalité
Germaine est membre de la communauté de communes de la Grande Vallée de la Marne, abrégée en CCGVM.
Au 1er janvier 2021, la commune appartient également aux intercommunalités suivantes (syndicats mixtes) : le SM de la Marne Moyenne (pour la compétence GEMAPI) et le SM de réalisation et de gestion du parc naturel régional de la Montagne de Reims.

### Tendances politiques
Historiquement, l'électorat de Germaine penche plutôt vers la gauche.
À l'élection présidentielle de 1995, Lionel Jospin l'emporte avec 52,94 % des voix face à Jacques Chirac, élu au niveau national. En 2002, Lionel Jospin arrive en tête du premier tour, où la gauche rassemble la majorité des voix. La commune vote cependant pour Nicolas Sarkozy en 2007 et 2012. En 2017, Emmanuel Macron remporte les deux tours de l'élection.
Au niveau local, Germaine participe à la victoire de la gauche aux élections régionales de 2004 et 2010 ainsi qu'aux élections cantonales puis départementales de 2001, 2008 et 2015. La droite arrive toutefois en tête des régionales de 2015.
Les Verts puis Europe Écologie Les Verts y réalisent régulièrement de relativement bons résultats aux élections régionales et européennes, rassemblant toujours au moins 13 % des suffrages entre 1999 et 2019. Leurs meilleurs scores sont obtenus en 2009 et 2010, avec 27,38 % aux européennes et 23,08 % au premier tour des régionales.

### Liste des maires

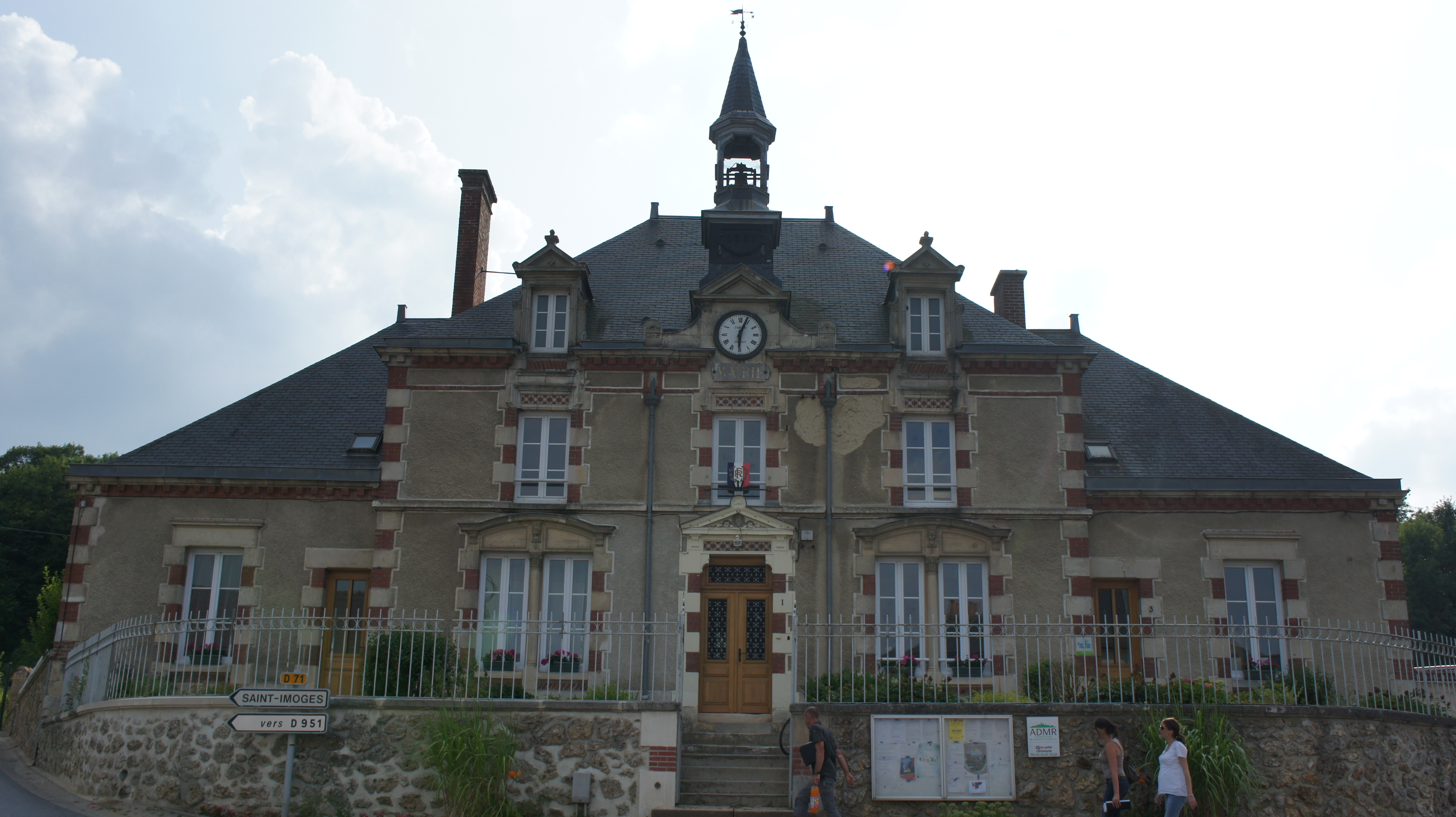
La mairie.

| Période                                  | Période                      | Identité               | Étiquette | Qualité                         |
| ---------------------------------------- | ---------------------------- | ---------------------- | --------- | ------------------------------- |
| Les données manquantes sont à compléter. |                              |                        |           |                                 |
| 1879                                     |                              | Carré                  |           |                                 |
| 1995                                     | 2008                         | Daniel Godfroy         |           |                                 |
| 2008                                     | En cours (au 4 juillet 2014) | Corinne Demottier-Aroq | DVG       | Réélue pour le mandat 2014-2020 |

### Jumelage
Au 1er janvier 2021, Germaine n'est jumelée avec aucune commune.

## Équipements et services publics

### Eau et assainissement
L'approvisionnement en eau potable et l'assainissement des eaux usées sont des compétences de la communauté de communes de la Grande Vallée de la Marne (CCGVM).
En 2019, les deux installations de production d'eau potable en état de fonctionnement de l'intercommunalité sont le captage de Bisseuil et le forage de Tauxières-Mutry. Germaine compte également une station de pompage d'une capacité de 384 m3 par jour, mais celle-ci est à l'arrêt. Concernant le stockage de l'eau potable, Germaine accueille un réservoir de 260 m3.
L'assainissement des eaux usées de la commune est assuré, de manière collective, par une station d'épuration par lagunage d'une capacité de 550 équivalents-habitants.

### Gestion des déchets
La CCGVM est également compétente en matière de déchets. Elle organise le ramassage des déchets, en distinguant les ordures ménagères, les biodéchets, les déchets recyclables, le verre et les ordures ménagères des habitats collectifs (Germaine n'est pas concernée par cette dernière prestation). Les déchets (hors verre) sont ensuite valorisés par le syndicat de valorisation des ordures ménagères de la Marne (SYVALOM).
La CCGVM met à disposition de ses habitants quatre déchetteries à Aÿ, Dizy, Mareuil-sur-Ay et Tours-sur-Marne.

### Justice et sécurité
Du point de vue judiciaire, Germaine relève du conseil de prud'hommes, du tribunal de commerce, du tribunal judiciaire, du tribunal paritaire des baux ruraux et du tribunal pour enfants de Reims, dans le ressort de la cour d'appel de Reims. Pour le contentieux administratif, la commune dépend du tribunal administratif de Châlons-en-Champagne et de la cour administrative d'appel de Nancy.
Germaine est située en secteur Gendarmerie nationale et dépend de la brigade d'Aÿ-Champagne.
En matière d'incendie et de secours, les casernes les plus proches sont les centres de secours de Tours-sur-Marne et Verzenay ainsi que le centre de secours principal d'Épernay, qui dépendent du Service départemental d'incendie et de secours (SDIS) de la Marne. La commune bénéficie également du centre de première intervention intercommunal de la Grande Vallée de la Marne, situé à Aÿ et composé d'une vingtaine de sapeurs-pompiers volontaires.

## Population et société

### Démographie
Les habitants de la commune sont les Germinois et les Germinoises.
L'évolution du nombre d'habitants est connue à travers les recensements de la population effectués dans la commune depuis 1793. Pour les communes de moins de 10 000 habitants, une enquête de recensement portant sur toute la population est réalisée tous les cinq ans, les populations de référence des années intermédiaires étant quant à elles estimées par interpolation ou extrapolation. Pour la commune, le premier recensement exhaustif entrant dans le cadre du nouveau dispositif a été réalisé en 2007.

En 2022, la commune comptait 529 habitants, en évolution de +3,32 % par rapport à 2016 (Marne : −1,19 %, France hors Mayotte : +2,11 %).
| 1793 | 1800 | 1806 | 1821 | 1831 | 1836 | 1841 | 1846 | 1851 |
| ---- | ---- | ---- | ---- | ---- | ---- | ---- | ---- | ---- |
| 250  | 283  | 257  | 320  | 344  | 336  | 342  | 386  | 650  |

| 1856 | 1861 | 1866 | 1872 | 1876 | 1881 | 1886 | 1891 | 1896 |
| ---- | ---- | ---- | ---- | ---- | ---- | ---- | ---- | ---- |
| 345  | 350  | 339  | 340  | 430  | 430  | 409  | 350  | 325  |

| 1901 | 1906 | 1911 | 1921 | 1926 | 1931 | 1936 | 1946 | 1954 |
| ---- | ---- | ---- | ---- | ---- | ---- | ---- | ---- | ---- |
| 322  | 300  | 294  | 476  | 384  | 388  | 324  | 335  | 328  |

| 1962 | 1968 | 1975 | 1982 | 1990 | 1999 | 2006 | 2007 | 2012 |
| ---- | ---- | ---- | ---- | ---- | ---- | ---- | ---- | ---- |
| 340  | 334  | 302  | 305  | 407  | 500  | 536  | 541  | 509  |

| 2017 | 2022 | - | - | - | - | - | - | - |
| ---- | ---- | - | - | - | - | - | - | - |
| 514  | 529  | - | - | - | - | - | - | - |

### Cultes
L'église Sainte-Croix de Germaine est de confession catholique. La commune fait partie de la paroisse « Notre-Dame du Chêne », avec les villages voisins de Champillon, Cumières, Dizy, Hautvillers, Nanteuil-la-Forêt et Saint-Imoges. La paroisse dépend du diocèse de Reims.

## Culture et patrimoine

### Lieux et monuments

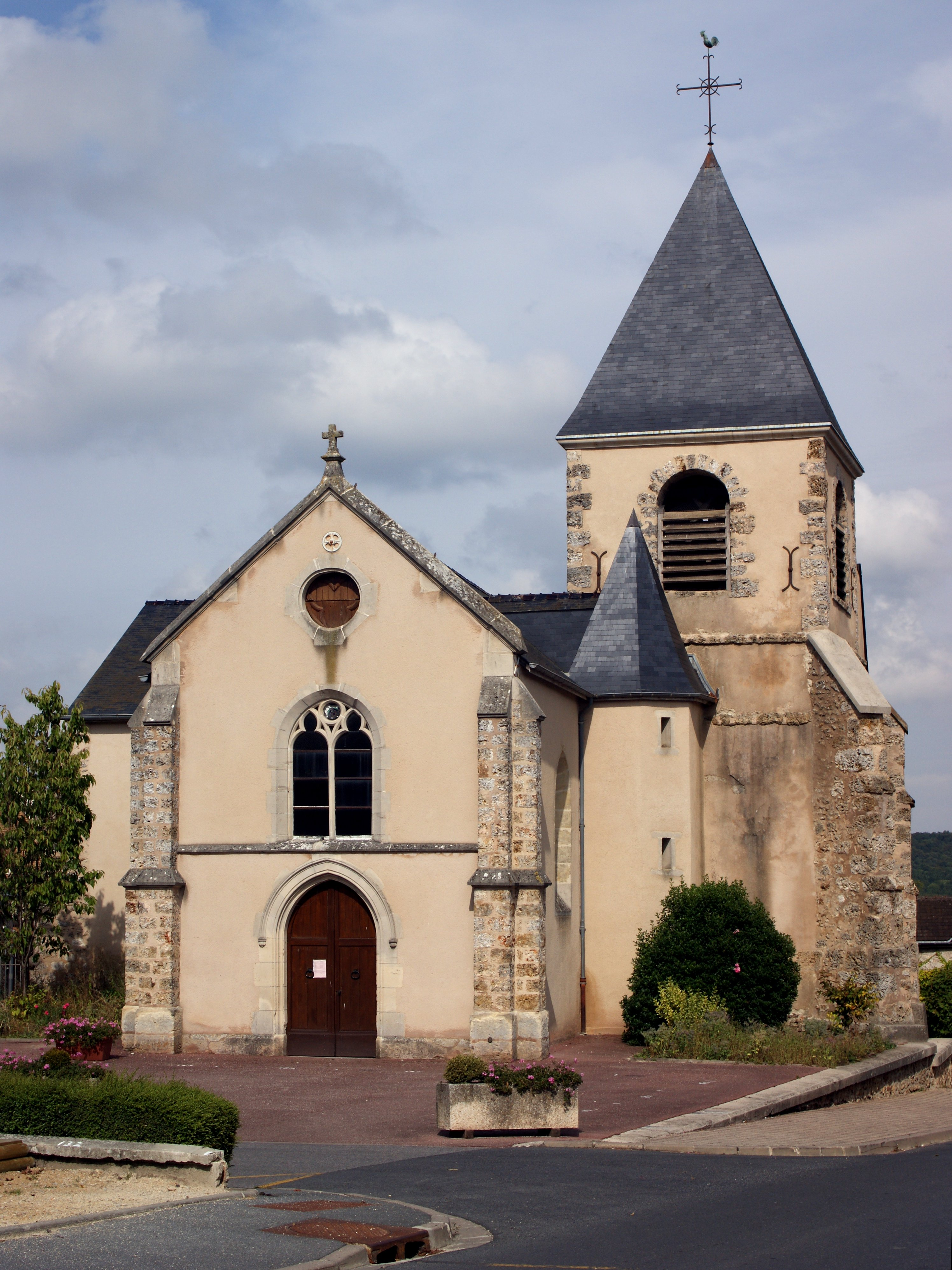
L'église Sainte-Croix.

- L'église Sainte-Croix date du XIIe siècle.
- Le village compte deux lavoirs rénovés.
- Deux sculptures en pierre du XVe siècle se trouvent dans le cimetière : une de sainte Barbe et l'autre représentant un évêque. Elles sont classées monument historique au titre objet[72]. Dans ce même cimetière, un monument a été érigé à onze maçons creusois, décédés en 1853 lors du percement du tunnel ferroviaire de Rilly-la-Montagne.
- La maison du bûcheron est un musée consacré à la forêt et aux métiers forestiers pratiqués en Montagne de Reims, à travers outils, documents, photographies, archives. Il a été fermé dans les années 2000. En 2020, il a été réhabilité et il abrite désormais les locaux du tiers-lieu dénommé le Cerf à 3 pattes, regroupant un pole épicerie, un pôle Bistrot et un pôle Culture.